# Hucisko (Poręba Wielka)
Hucisko – część Koninek, które obecnie są częścią wsi Poręba Wielka w woj. małopolskim, w pow. limanowskim, w gminie Niedźwiedź.
Hucisko położone jest na południe od zabudowań Koninek, na wypłaszczeniu terenu w widłach potoku Koninka i jego dopływu – potoku Turbacz, na wysokości 649–665 m n.p.m. Na łące Ogrodzieniec znajduje się tutaj leśniczówka GPN, wejście na teren Parku oraz tablica informacyjna, a tuż niżej, po drugiej stronie drogi i potoku Koninka, zabudowania Stacji Narciarskiej Koninki z dolną stacją uruchomionej w 1982 r. kolei krzesełkowej na Tobołów.
Hucisko znajduje się w Gorcach, na granicy Gorczańskiego Parku Narodowego (GPN).

## Historia
Nazwa Hucisko wiąże się z istnieniem w tym miejscu huty szkła. Została ona tu założona przez właścicieli dóbr wielkoporębskich w 1698 r., po pożarze, który strawił zabudowania starej huty w górze doliny potoku Turbacz (pozostałością po niej jest nazwa miejscowa Stara Huta, przenoszona przez miejscowych również na sam potok Turbacz i całą jego dolinę). W XVIII w. produkowano tutaj szkło okienne, butelki i naczynia stołowe. Później, ok. 1791 r. lub na początku wieku XIX produkcja została przeniesiona do Lubomierza pod przełęcz Przysłop. Jeszcze w latach powojennych wyorywano tu z ziemi kawałki szlaki szklanej.
Po likwidacji huty aż do końca lat międzywojennych funkcjonował tu szałas owczy. U zbiegu potoków stała gajówka, zniszczona podczas wojny przez Niemców, ponieważ często kwaterowali w niej partyzanci. Na jej miejscu w 1946 r. zbudowano nową leśniczówkę. W 1964 r. doprowadzono tu z Poręby Wielkiej drogę jezdną., a w 1971 r. ukończono budowę ośrodka wypoczynkowego Huty im. Lenina – obecnie Stacja Narciarska Koninki. Od 1982 r. w jej ramach działa narciarska kolej krzesełkowa na Tobołów z oświetlonym stokiem oraz ośrodek konferencyjno-wypoczynkowy Ostoja Górska.
Na polanie Hucisko i w ruinach huty rozgrywają się epizody akcji powieści Władysława Orkana „W Roztokach”. Jej bohater, Franek Rakoczy, zamieszkiwał tutaj, z dala od ludzi, pracując przy wyrębie okolicznych lasów.

## Szlaki turystyczne
Przy drodze tuż poniżej Huciska znajduje się parking. Przez Hucisko przechodzi szlak turystyczny i zaczyna się tutaj ścieżka edukacyjna.
 Hucisko (parking) – Oberówka – Suchy Groń – Średnie – Czoło Turbacza – Turbacz. Suma podejść ok. 650 m, czas przejścia około 2 godz. 30 min, ↓ 2 godz.
 ścieżka edukacyjna „Turbaczyk” rozpoczynająca się przy polanie i polu biwakowym Oberówka.